# Dendrobium glomeratum
Dendrobium glomeratum — вид многолетних травянистых растений семейства Орхидные (Orchidaceae).
Вид не имеет устоявшегося русского названия, в литературе используется научное название Dendrobium glomeratum или его синоним Dendrobium sulawesiense.

## Синонимы
По данным Королевских ботанических садов в Кью: 

Гомотипные синонимы:
- Pedilonum glomeratum (Rolfe) Rauschert, 1983
- Coelandria glomerata (Rolfe) M.A.Clem., 2003

Гетеротипные синонимы:
- Dendrobium crepidiferum J.J.Sm., 1922
- Pedilonum crepidiferum (J.J.Sm.) Rauschert, 1983
- Dendrobium sulawesiense Erfkamp & O.Gruss, 2000
- Chromatotriccum crepidiferum (J.J.Sm.) M.A.Clem. & D.L.Jones, 2002
- Chromatotriccum sulawesiense (Erfkamp & O.Gruss) M.A.Clem. & D.L.Jones, 2002

## Этимология
Видовое название образовано от латинского слова glomero (-avi, -atum, -are) — «сматывать в клубок, свёртывать, скручивать, громоздить, собирать в кучу, скучиваться».
По всей видимости, название отражает плотное расположение цветков в соцветии.
Английское название: The Ball Dendrobium.

## Биологическое описание
Симподиальные растения средних размеров.

Псевдобульбы тонкие, тростниковидные, свисающие, покрыты беловатыми плёнчатыми влагалищами листьев, 25—50 см в длину.

Листья ланцетные, темно зеленые, на зрелых псевдобульбах опадают.

Соцветия — короткие, образуются в верхних междоузлиях псевдобульб, несут 3—10 цветков.

Цветки без запаха, красно-карминового цвета, 3—5 см в диаметре. Продолжительность цветения более 7 дней.

## Распространение, экологические особенности
Молуккские острова, Западная Новая Гвинея.
Эпифит. Горные леса на высоте 1200 метров над уровнем моря и выше.
Относится к числу охраняемых видов (II приложение CITES)

## В культуре
Температурная группа — тёплая.

Посадка на блок, небольшую корзинку для эпифитов или горшок с субстратом из коры сосны средней и крупной фракции. Субстрат не должен препятствовать движению воздуха.
Dendrobium glomeratum требует теплых влажных условий, с зимними минимальными ночными температурами 15—18 °C.
Освещение — 30 % от прямого солнечного света.
В период активной вегетации полив регулярный. Зимой полив уменьшают, но корни растения не должны оставаться сухими продолжительное время.